# Kizimkazi-Moschee

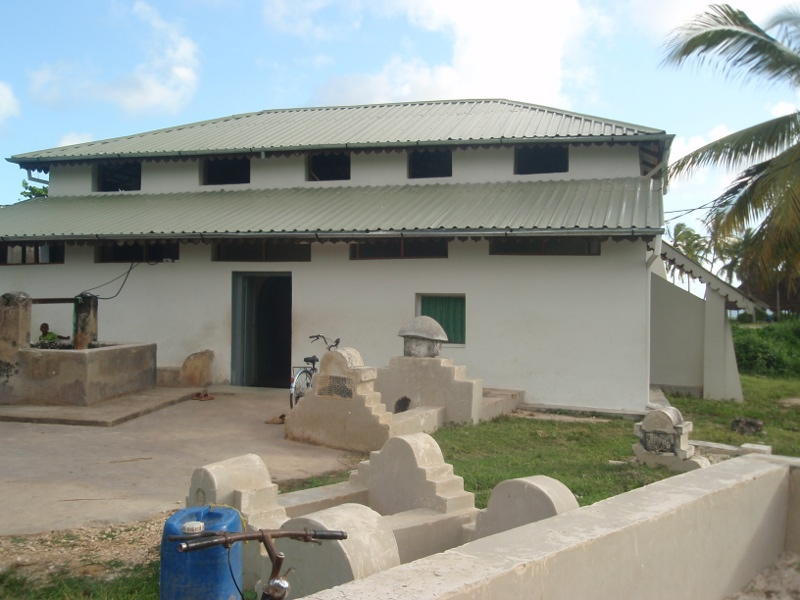
Kizmkazi Moschee: Außenansicht

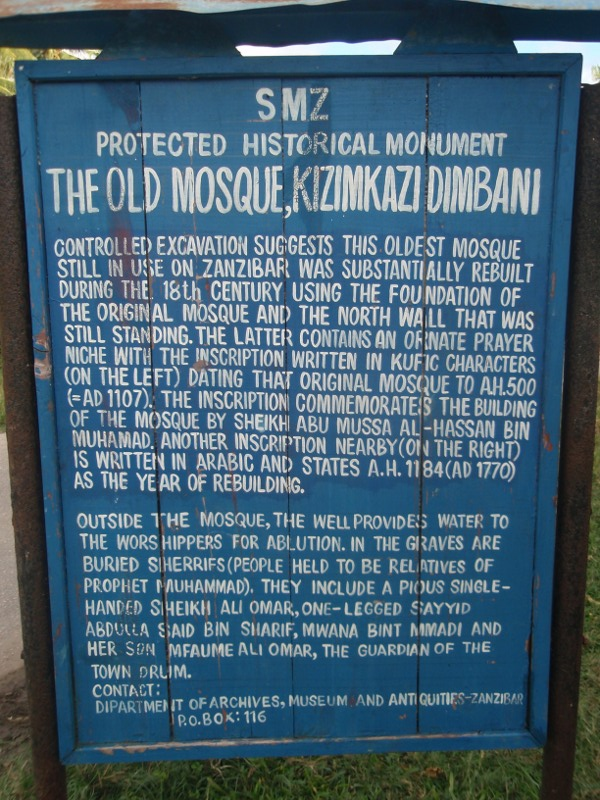
Kizmkazi Moschee: Hinweistafel

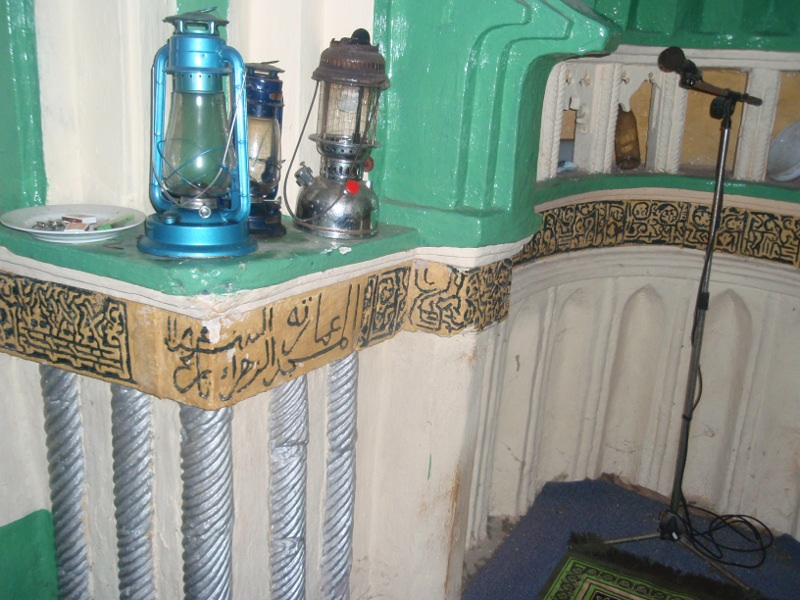
Kizmkazi Moschee: alte Details innen

Die Kizimkazi-Moschee am südlichen Ende der Insel Sansibar in Tansania ist eines der ältesten islamischen Gebäude an der ostafrikanischen Küste. Ander als der Name vermuten lässt, liegt es nicht in Kizimkazi, sondern im drei Kilometer entfernten Dimbani. Die Namensgebung rührt daher, dass der offizielle Name der beiden verbundenen Orte Kizimkazi Dimbani und Kizimkazi Mtendeni ist.
Nach einer erhaltenen Kufi-Inschrift wurde die Moschee 1107 von Siedlern aus Schiraz (Iran) erbaut. Auch einige dekorative Elemente aus Korallenkalk stammen aus dieser Zeit. Der Hauptteil des gegenwärtigen Gebäudes wurde im 18. Jahrhundert errichtet.